# Senuseret I
Senuseret I (Sesostris, Sezostris) – faraon, władca starożytnego Egiptu z XII dynastii, z czasów Średniego Państwa. Prawdopodobnie panował, wraz ze swym ojcem od 1956 p.n.e., samodzielnie w latach 1947–1914 p.n.e. i wraz ze swym synem – Amenamhatem II – do 1911 p.n.e.
Był synem Amenemhata I i Nefritachenen. Jego główna małżonką była Neferu I, ze związku z którą narodził się jego syn i następca – Amenemhat II. Według Kanonu turyńskiego panował 45 lat. Na około trzy lata przed śmiercią, w 42 lub 43 roku panowania, uczynił swego syna Amenemhata swoim współwładcą.

## Koregencja z ojcem
W około 20 roku swego panowania ojciec Senusereta, Amenemhat I, powołał go do współrządów, zapoczątkowując tym samym nowy sposób sprawowania władzy, polegający na podziale władzy między ojców i synów, trwający do schyłku XII dynastii i powielany później w dalszych dziejach Egiptu.
Senuseret otrzymał naczelne dowództwo nad armią oraz zadanie stłumienia resztek oporu, skierowanego przeciw ojcu w Egipcie oraz przywrócenie wpływów Egiptu w Nubii. W trzecim roku koregencji wojska pod wodzą Senusereta dotarły do Gerf Husejn i kamieniołomów diorytu w Toszka, a w dziewiątym do Semna w pobliżu II Katarakty. Wszędzie gdzie przemawiały za tym względy strategiczne, budowano fortyfikacje i pozostawiano garnizony mające kontrolować zagarnięte terytoria. Twierdze powstały w: Buhen, Aniba, Semna i Kumma, W ten sposób kontrolowano cały obszar pomiędzy II i III Kataraktą. Opanowanie terenów w Nubii stwarzało możliwość podjęcia eksploatacji kopalń złota, miedzi i kamieni szlachetnych.
Po skolonizowaniu Nubii, przed młodym wodzem – współwładcą, ojciec postawił zadanie uporania się z ciągłym zagrożeniem granic Delty, zarówno po jej wschodniej, jak i zachodniej stronie. W dziewiątym roku koregencji dokonano ekspedycji, skierowanej przeciwko koczowniczym plemionom libijskim, zabezpieczając drogę, wiodącą do wielkiej Oazy Charga. W czasie powrotu z Libii, Senusereta dobiegła wiadomość o śmierci ojca. Sukcesja nie była sprawą oczywistą. Senuseret wraz ze swą strażą przyboczną pospieszył do stolicy. Dopiero tam mając poparcie armii i otrzymawszy poparcie większości dostojników dworu, objął władzę.

## Kontynuacja reform
Po objęciu samodzielnych rządów, po trwającej 10 lat koregencji, Senuseret posiadał duże doświadczenie w sprawowaniu władzy, oraz sporą wiedzę dotyczącą problemów z tym związanych. Swe rządy rozpoczął od surowego ukarania uczestników spisku, w wyniku którego zginął jego ojciec. Kontynuował reformy administracji państwowej, dążąc do stworzenia silnej administracji centralnej z władcą na jej czele. Swą władzę oparł na zaufanych nomarchach, kontynuując doświadczenie swego ojca. Wzorując się na swych poprzednikach, dążył do przywrócenia boskiego kultu żyjącego władcy.
W 18 roku panowania zakończył podbój Dolnej Nubii, osadzając garnizon w Buhen. Jego władza rozciągała się nad całym Kusz, od II do III Katarakty, oraz wyspą Sa. Za jego rządów nastąpił rozkwit gospodarczy Egiptu. Trwało wydobycie w kopalniach złota w Kusz oraz na Pustyni Wschodniej, na wschód od Koptos. Pozyskiwano kamień w kamieniołomach w Wadi Hammamat oraz w Hatnub. Prowadzono prace budowlane zakrojone na szeroką skalę. W Heliopolis została odbudowana świątynia Re-Atum, w sąsiedztwie której z okazji jubileuszu Heb Sed w 30 roku panowania ustawiono dwa granitowe obeliski. Jeden z nich wciąż stoi i jest najstarszym stojącym obeliskiem w Egipcie.

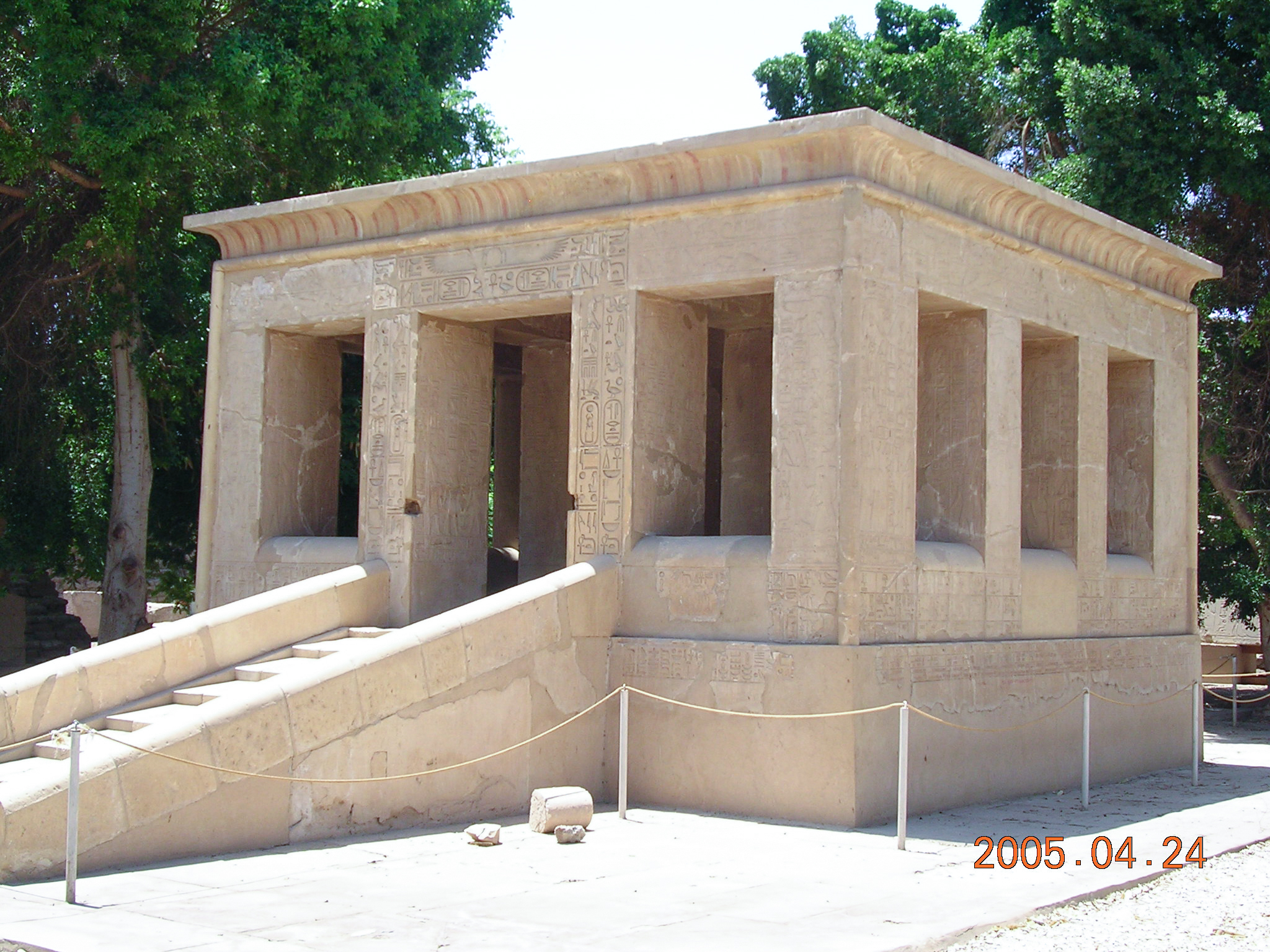
Biała Kaplica Senusereta I

W Karnaku zbudowano Białą Kaplicę, odbudowaną w 1926 roku przez Henri Chevrier’a, z pięknymi reliefami, przedstawiającymi sceny ofiarne przed Amonem-Minem oraz inskrypcjami wymieniającymi pełną listę nomów Egiptu. Hieroglify, pokrywające ściany kaplicy należą do najpiękniej i najstaranniej wykonanych w całej historii budownictwa w Egipcie. Rekonstrukcja tej budowli była możliwa dzięki zachowaniu wapiennych bloków z których była zbudowana. Bloków tych – po zburzeniu kaplicy – użyto do wypełnienia III pylonu świątyni w Karnaku. Biała Kaplica składała się z dwóch ramp oraz samej kaplicy, otaczającej ołtarz świętej barki.
Dzięki zabezpieczeniu wschodnich rubieży Delty, trwała również eksploatacja kopalń w Serabit el-Chadim, na Synaju. Stosunki dyplomatyczne i gospodarcze, zapoczątkowanie jeszcze za rządów Amenemhata I, uległy dalszej intensyfikacji, rozciągając się teraz na znaczny obszar Syropalestyny. Polityka ta swe dalekosiężne efekty w pełni przyniosła w czasach panowania Amenemhata II i Senusereta II, czyniąc z Egiptu państwo pełniące wiodącą rolę w regionie.

## Koregencja z synem
Na trzy lata przed śmiercią, podobnie jak uczynił to wcześniej jego ojciec Amenemhat I - Senuseret powołał do współrządów swego syna Amenemhata.

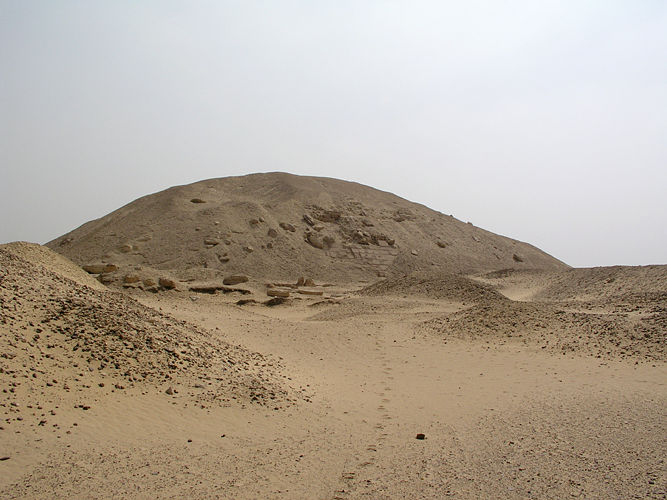
Piramida Senusereta I

## Kompleks grobowy
Po dziesięciu latach koregencji z ojcem, trzydziestu dwóch latach samodzielnego panowania oraz trzech latach koregencji z synem, Senuseret zmarł i został pochowany w piramidzie, którą rozkazał dla siebie wybudować około 1500 metrów na południe od piramidy swego ojca, Amanamhata I.
Piramidę Senusereta I zidentyfikował w 1882 roku Gaston Maspero, który odnalazł w jej wnętrzu fragmenty alabastru z imieniem Senusereta. W sąsiedztwie piramidy władcy wzniesiono piramidy satelitarne, w których pochowano żonę króla – Neferu oraz kiężniczkę Itakait. Każda piramida miała swoją świątynię grobową, kaplicę ofiarną i była otoczona murem. W pobliżu pochowano również arcykapłana Heliopolis – Imhotepa oraz arcykapłana Memfis – Senuseretancha oraz kilku innych dostojników. Całość kompleksu grobowego otaczał podwójny mur – wewnętrzny z wapienia i zewnętrzny z cegły. Świątynia grobowa władcy usytuowana po wschodniej stronie piramidy wzniesiona jest w stylu charakterystycznym dla tego typu budowli z okresu Starego Państwa.

## Biologia
Nazwa rodzajowa kosarzy – Sesostris Sørensen, 1910 została nadana od imienia Senusereta I.

## Tytulatura
| G5 |

| G5 |

| S34 | F31 | X1 | G43 |

| S34 | F31 | X1 | G43 |

| S34 | F31 | X1 | G43 |

| S34 | F31 | X1 | G43 |

| G5 |

| G5 |

| S34 | F31 | X1 | G43 |

| S34 | F31 | X1 | G43 |

| S34 | F31 | X1 | G43 |

| S34 | F31 | X1 | G43 |

| G16 |

| G16 |

| S34 | F31 | X1 | G43 |

| S34 | F31 | X1 | G43 |

| S34 | F31 | X1 | G43 |

| S34 | F31 | X1 | G43 |

| G16 |

| G16 |

| S34 | F31 | X1 | G43 |

| S34 | F31 | X1 | G43 |

| S34 | F31 | X1 | G43 |

| S34 | F31 | X1 | G43 |

| M23 · X1 | L2 · X1 |

| M23 · X1 | L2 · X1 |

| N5 | L1 | D28 |

| N5 | L1 | D28 |

| N5 | L1 | D28 |

| N5 | L1 | D28 |

| M23 · X1 | L2 · X1 |

| M23 · X1 | L2 · X1 |

| N5 | L1 | D28 |

| N5 | L1 | D28 |

| N5 | L1 | D28 |

| N5 | L1 | D28 |

| G39 | N5 |

| G39 | N5 |

| F12 | S29 | D21 · X1 | O34 · N35 |

| F12 | S29 | D21 · X1 | O34 · N35 |

| F12 | S29 | D21 · X1 | O34 · N35 |

| F12 | S29 | D21 · X1 | O34 · N35 |

| G39 | N5 |

| G39 | N5 |

| F12 | S29 | D21 · X1 | O34 · N35 |

| F12 | S29 | D21 · X1 | O34 · N35 |

| F12 | S29 | D21 · X1 | O34 · N35 |

| F12 | S29 | D21 · X1 | O34 · N35 |